# マルティヌス・ヤン・ランゲフェルド

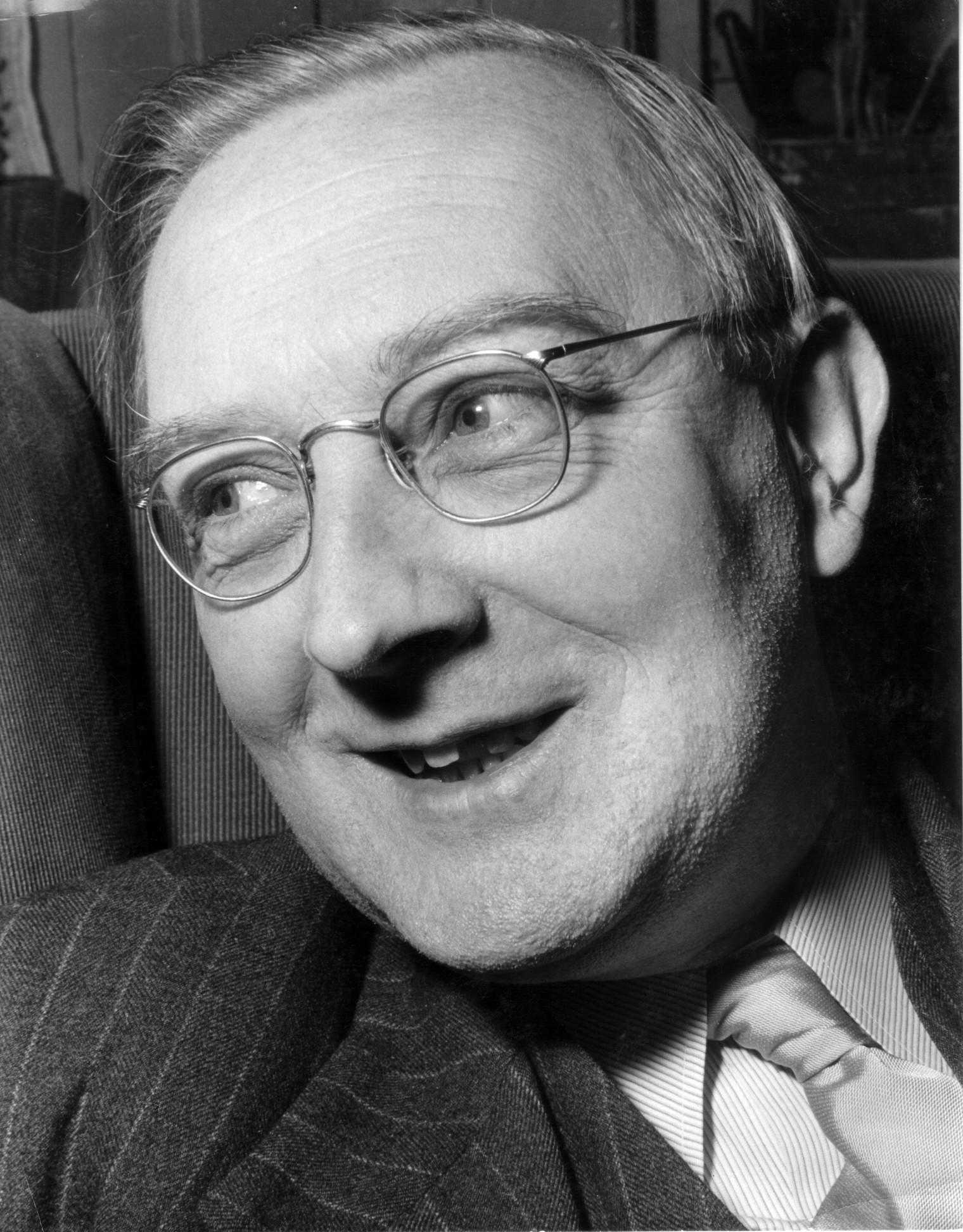
マルティヌス・ヤン・ランゲフェルド

マルティヌス・ヤン・ランゲフェルド（Martinus Jan Langeveld、1905年 - 1989年）は、オランダの教育学者、教育人間学者。ユトレヒト大学の教授を長く務める。学位論文は、「12歳-14歳の子どもの言語と思考」（1934年）。1939年に、ユトレヒト大学の教育学の講座に招聘される。
彼の最も知られた著作は、"Beknopte Theoretische Pedagogiek (Concise Theoretical Pedagogy)" である（邦訳は『理論的教育学』 未來社、1971年）。この著書でランゲフェルトは現象学的な教育学を提唱している。これはその方向での初めての代表的な著述として知られ、1946年から1979年までの間に15版を重ねる教育学の理論書としては珍しいベストセラーとなった。これにより彼は現象学者の1人に数えられている。邦訳は和田修二が担当（上下2巻刊行予定だったが、下巻未刊）。

## 主要な著書
- 『教育の人間学的考察』未來社 1966年
- 『教育の理論と現実　教育科学の位置と反省』未來社 1972年
- 『教育と人間の省察』玉川大学出版部 1974年
- 『よるべなき両親』玉川大学出版部 1980年
- 『意味への教育―学的方法論と人間学的基礎』玉川大学出版部 1984年